# Fortificazioni ai Becchi Rossi
Le fortificazioni ai Becchi Rossi sono un insieme di opere difensive in caverna realizzate tra gli anni '20 e '30 del novecento, quando, in seguito a varie disposizioni ministeriali, fu deciso di fortificare il crinale sommitale dei Becchi Rossi, una delle montagne dominanti la Valle Stura di Demonte. Questa valle dopo la Grande Guerra assunse un ruolo fondamentale, in quanto rappresentava una delle possibili vie d'accesso per l'esercito francese nel territorio italiano attraverso il colle della Maddalena.

## Storia
Tra gli anni 1924-'25 vennero attuati degli importanti lavori a favore della difesa del territorio nazionale al confine con la Francia, con la costruzione di diverse batterie campali, riservette, caserme, postazioni per mitragliatrici tutte raggiungibili facilmente grazie alle relative strade militari appositamente costruite.
Ai Becchi Rossi i lavori avvennero sotto la direzione tecnica del Genio militare di Cuneo che si avvalse di manodopera militare ma anche, per le opere più complesse tra quali strade e caserme, di imprese edili specializzate.
Qui vennero costruite alcune piccole postazioni in caverna, tra il 1924 e il dicembre 1925 vennero realizzate tre opere per mitragliatrici (la 1 bis rosso, la 2-3 rosso e la 4 rosso) per un totale di sette feritoie, due ricoveri in caserma e una batteria per obici da 100/17 (di preda bellica austriaca) che controllavano la rotabile e alcuni sentieri in un punto particolarmente delicato dello schieramento difensivo. 
Si trattava di interventi modesti, più volte rimaneggiati nel corso degli anni, la cui mancanza assoluta di rivestimenti e impianti di illuminazione non le rendeva adatte a presidi permanenti. Inoltre gli stessi ricoveri non erano altro che grotte, le feritoie semplici fessure nella roccia e le cannoniere ampi buchi nella parete rocciosa strapiombante sul torrente sottostante.

### Le disposizioni del 1931
Nel 1931, le nuove disposizioni predisponevano di rendere a carattere permanente le linee difensive del Vallo Alpino, e in questo ambito vennero emanate una serie di circolari che regolavano la costruzione delle nuove opere e prevedevano opere di rinforzo e completamento delle opere già esistenti.
A questo punti si deve rilevare però la particolarità dei Becchi Rossi, infatti la presenza delle opere risalenti al '24/'25 ha un duplice aspetto. Da una parte esse segnarono un passo importante nell'evoluzione della fortificazione, soprattutto nel loro sviluppo, inoltre il loro utilizzo consentì la nascita di opere complesse che altrimenti sarebbero state molto differenti. Tuttavia le opere qui realizzate non furono all'altezza delle loro vicine del '31, e per questo la linea difensiva ha standard inferiori rispetto a quelle circostanti, venendo a creare così degli ibridi con scarse protezioni e allestimenti interni rimpinguati solo tardivamente.

## Accesso e struttura
Seguendo un sentiero escursionistico, è possibile visitare le opere dei Becchi Rossi partendo da Pontebernardo e seguendo la strada verso Murenz. Per prima si incontra la batteria scoperta di Murenz del tipo "Sempre Pronta", armata con quattro pezzi da 100/17 con i serventi ricoverati in casermette poste sulla strada di accesso.
Lasciata l'auto, ci si dirige verso nord-ovest fino a osservare il Centro di Resistenza 9, una struttura monoblocco armata con due mitragliatrici, e con l'ingresso provvisto di una finestra a garitta che permetteva il controllo delle adiacenze grazie a quattro feritoie dotate di sportellini. Un piccolo accesso poi conduce al locale del gruppo elettrogeno e al piano superiore dove si trovavano i locali per le munizioni, acqua e viveri, nonché le postazioni per l'impianto fotofonico e per altre due armi.
Nel piano inferiore si trovano i ricoveri per la truppa, il posto di comando e il locale ventilazione, il soffitto, come per il piano superiore, era costituito da forti putrellature, ora non più visibili a causa delle asportazioni avvenute per mano dell'Esercito Italiano in base al trattato di pace con la Francia del 1947 che obbligava la neutralizzazione delle opere militari al confine.
L'opera successiva, situata nei pressi del sentiero, è il Centro di Resistenza 10, un grosso monoblocco di calcestruzzo con ricovero ricavato al livello inferiore, mentre l'ingresso è ricavato in caverna all'epoca mascherato in baracca. L'armamento era di una mitragliatrice, posizionata in casamatta metallica, e un'altra posizionata in casamatta con corazzatura in tre parti, mentre un fucile mitragliatore era posizionato all'ingresso.
Il Centro di Resistenza 11, realizzato nel 1935-'37, si trova sul sentiero e svolge prevalentemente azione sul fianco e sul rovescio. Le due mitragliatrici in casamatta con feritoia in tre pezzi, si trovavano nel medesimo blocco, mentre i locali logistici sono ricavati in caverna, e comprendono oltre al ricovero, la cucina, il locale acqua, ventilazione e gruppo elettrogeno.
Poco oltre si trova l'osservatorio/posto comando, realizzato nel 1940, con l'imponente blocco sovrastante il sentiero e la caponiera che proteggeva l'ingresso. Questo tipo di opere, sono caratteristiche della circolare 15000, con grandi masse di calcestruzzo e ampi locali.
Il Centro di Resistenza 12 si trova su una deviazione del sentiero principale che le due feritoie, visibili nella parete rocciosa, controllano. Una scala di cemento porta all'ingresso, a fianco del quale si apre la feritoia di destra, armata con mitragliatrice posizionata su treppiede, e sulla sinistra una feritoia con mitragliatrice su affustino.
Tornati sul sentiero principale un'ultima serie di tornanti separa dalle opere che occupano la sommità dei Becchi Rossi, dove giunti sul colle si notano subito i locali dell'Opera 14 che comprende la batteria con i quattro pezzi da 100/17 e le feritoie del vecchio centro 2-3 rosso. L'opera è oggi visibile con i pezzi impiegati sul proprio affusto da campagna, con le grosse camere di tiro con le grandi feritoie che sono il primo esempio di batteria del Vallo Alpino.
La batteria è suddivisa in due sezioni, due pezzi le cui distinte postazioni sono derivate da quelle originarie del 1924.'25, fanno fuoco sulle sottostanti barricate a protezione della Posizione di Resistenza, e gli altri due sulla Valle delle Ferriere.
Le postazioni di mitragliatrice sono ancora quelle originali del 1924, rimaneggiate più volte, tutte con basamento in cemento e senza alcuna corazzatura; solo un blocco aggiunto nel 1935 è armato con mitragliatrice su affustino e equipaggiato con piastra piana difensiva.
All'interno dell'opera vari ricoveri ospitavano il presidio, e vasti depositi munizioni erano dedicati alla batteria, e nei pressi dell'ingresso venne realizzato il locale per il gruppo elettrogeno e due latrine. Uniche parti metalliche sono le porte ancora con la verniciatura mimetica tuttora visibile.
Di fronte sono visibili le feritoie dell'Opera 20, precedentemente chiamata centro 2-3 rosso, che deriva dall'opera del 1924 di cui è rimasta solo la postazione. Armato con tre mitragliatrici, non possedeva il gruppo elettrogeno e con l'attigua Opera 14 batteva la selletta ed il vallone sottostante del versante Ferriere.